# ウィリアム・ペンドルトン
ウィリアム・ネルソン・ペンドルトン（英:William Nelson Pendleton、1809年12月26日-1883年1月15日）は、アメリカ合衆国の教師、アメリカ聖公会牧師であり、軍人である。南北戦争のときは南軍の将軍となり、ロバート・E・リーの指揮した戦闘の大半で砲兵隊長を務めたことで名高い。戦後、牧師に復帰し、宗教的な著作を著した。

## 初期の経歴
ペンドルトンは1809年にバージニア州リッチモンドで生まれた。両親はエドマンド・ペンドルトンとその妻ルーシー・ネルソン・ペンドルトンであり、そのプランテーションで育った。初等教育は家庭教師から受け、その後リッチモンドにあるジョン・ネルソンの学校に通った。父は兄のフランシス・ウォーカー・ペンドルトンにウェストポイントの陸軍士官学校に入学できるよう手配したが、兄のフランシスが軍隊に興味のないことを意思表示したときにウィリアム・ペンドルトンがその代わりに入学した。1826年に士官学校に入り4年後に同期42人中5番目の成績で卒業した。
ウェストポイントの時の同級生の中には、後に南軍の将軍となったジョセフ・ジョンストン、ロバート・E・リー、ジョン・マグルーダー（ペンドルトンと同室だった）がおり、また後の政治家ジェファーソン・デイヴィスもいた。ペンドルトンは1830年7月1日にアメリカ陸軍の名誉少尉に任官された。同じ日に少尉として第2アメリカ砲兵隊に配属となった。その連隊はサウスカロライナ州チャールストン港を守るムールトリー砦勤務を命じられたが、その秋にペンドルトンはマラリアに罹り、健康を快復するためにジョージア州オーガスタの武器庫勤務に配置換えされた。1831年7月15日、ペンドルトンはエリザベス・ペイジと結婚し、その後4人の子供が生まれた。ただ1人の息子アレクサンダー・スウィフト・ペンドルトン大佐も南軍で従軍することになり、1864年9月19日のオペクォンの戦いで戦死した。娘のスーザンは後の南軍将軍エドウィン・G・リー（ロバート・E・リーのはとこ）と1856年11月16日に結婚した。
ペンドルトンは1831年にウェストポイントに戻って数学を教え、1832年10月27日、第4アメリカ砲兵隊配属となった。1年度の1833年10月31日にアメリカ陸軍から除隊することになったが、これはその出身州が無効化条例を発したためだとされている。1833年、ペンドルトンはペンシルベニア州バックス郡にあるブリストル・カレッジの教員となり、数学を教えた。1837年、デラウェア州のニューアーク・カレッジの数学教師を始めた。同じ年、ペンシルベニア州でアメリカ聖公会の牧師に叙任され、1840年にはデラウェア州のウィルミントンにある聖公会男子高校で教え始めた。3年後にメリーランド州ボルティモアに転居し、1847年に教師を辞め、オールセイント教会の教区牧師となった。1853年、バージニア州に戻り、レキシントンのグレイス教会教区牧師となり、そこにいる時に南北戦争が始まった。

## 南北戦争での従軍
1861年に南北戦争が始まると、ペンドルトンは南軍に従う道を選んだ。3月16日に大尉の階級で南軍正規砲兵隊に入隊し、5月1日にはバージニア砲兵隊の大尉に選らばれた。ロックブリッジ砲兵隊と呼ばれる4門の大砲からなる隊を指揮したが、大砲に聖書の福音書に因んでマタイ、マルコ、ルカおよびヨハネと名前を付けた。7月2日、ペンドルトンは小規模なフォーリングウォーターズの戦いに参戦し、そこで「彼と彼の砲兵隊は巧く立ち回った。」7月13日、ペンドルトンは大佐に昇進し、7月21日の第一次ブルランの戦いのときは、ジョセフ・ジョンストン准将部隊の砲兵隊長を務めた。この戦闘で耳と背中を負傷した。
1861年7月から、ペンドルトンは南軍のポトマック軍砲兵を指揮し、1862年3月14日、その軍隊が北バージニア軍と改名した後もその役割を続けた。3月26日、准将に昇進した。7月3日、大砲を弾くロバに脚を蹴られ、おそらくそこの骨を折るという怪我をした。
ペンドルトンが南北戦争で最も注目されたのは1862年のメリーランド方面作戦でのことだった。アンティータムの戦いが終わった後の9月19日夜、リーはペンドルトンに殿軍の歩兵隊を指揮させ、翌朝までポトマック川の渡しを守るよう命令した。浅瀬を守る位置を指揮していたにも拘らず、「ペンドルトンはその部隊の通った道を見失い、その場の支配ができなかった。」（シェパーズタウンの戦い）ペンドルトンは夜半過ぎにリーを起こすと、その陣地が取られ、大砲の全てが捕獲されたと狂ったように報告した。これはかなり誇張されており早とちりであることが後で分かった。実際に捕獲された大砲は4門だけだったが、「十分な理由もなく」その歩兵隊を引き上げさせていた。リッチモンドの新聞は戦争の残り期間、この事件を意地悪く報道し、配下の兵士や全軍中であからさまな噂や冗談が広がった。少なくとも1回、軍隊査問委員会がペンドルトンのシェパーズタウンでの行動を調査する為に開催された。
戦争の残り期間、ペンドルトンは北バージニア軍での従軍を続け、東部戦線での1863年と1864年の主要作戦に参加した。しかし、戦争後半の2年間、その役割は大半が管理業務であり、実際に指揮したのは予備の兵站部だけだった。戦争期間を通じて宗教的な行動を続け、いつも部隊兵に説教した。ペンドルトンは1865年4月9日にリー軍と共にアポマトックス・コートハウスで降伏し、そこで仮釈放されて故郷に戻った。

## 戦後の経歴と死
戦後、ペンドルトンはレキシントンに戻り、グレイス教会の教区牧師に復職して終生この職を続けた。ロバート・E・リーとの友好関係は継続し、その元指揮官を説得してレキシントンに来させ、後にワシントン・アンド・リー大学となる学校の学長に就かせた。リーはそのお返しにペンドルトンの教区民の1人となり、1870年、リーが最後の公的会議にでたのはグレイス教会集会所での集まりであり、そこでリーは教会指導者集団を指導してペンドルトンの給与を上げるよう相互誓約を作らせた。
ペンドルトンは1883年に死ぬまでレキシントンで暮らした。その遺骸はレキシントンのグレイス教会墓地に埋葬されている。